# Советская Антарктическая экспедиция

Антарктида

Советская антарктическая экспедиция (САЭ) — постоянная экспедиция Арктического и антарктического научно-исследовательского института (1955—1992 годы).

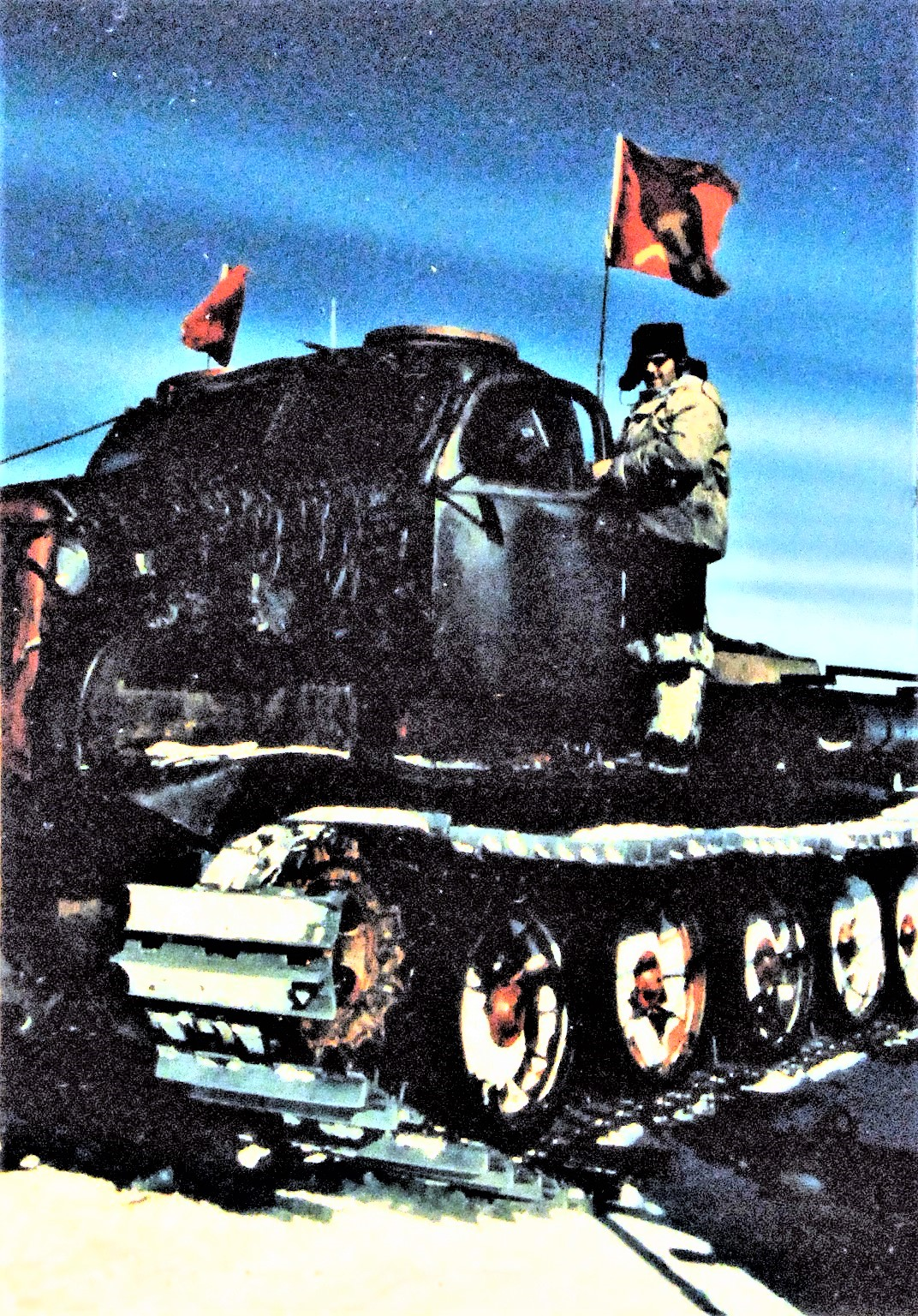
Советский полярник на станции Восток, 1967 год

## История

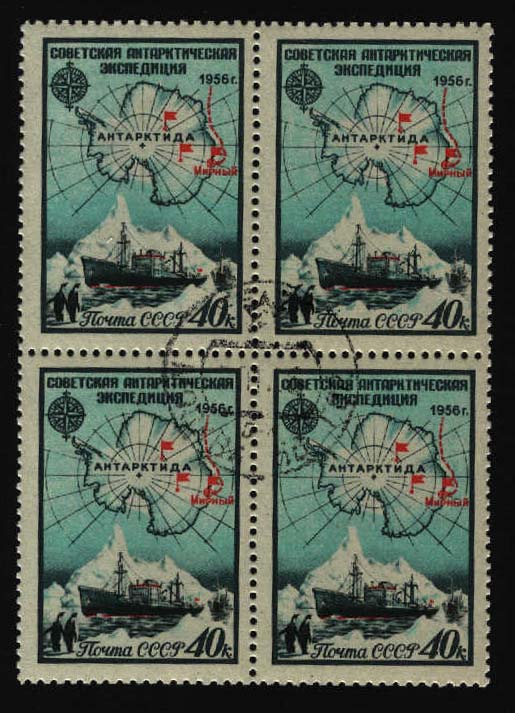
Марки, выпущенные в честь САЭ

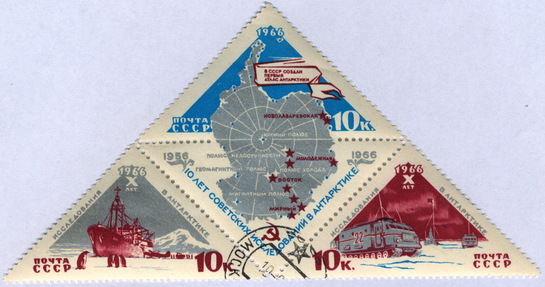
Марки, выпущенные в честь 10-летия САЭ

Экспедиция была организована в преддверии Международного геофизического года. В неё входили как сезонные, так и зимующие в Антарктике научно-исследовательские отряды. 13 июля 1955 года Советом министров СССР был утверждён проект 1-й Комплексной антарктической экспедиции Академии наук СССР (КАЭ, название «Советская антарктическая экспедиция» было принято в 1959 году, с 1992 года в Антарктике действует Российская антарктическая экспедиция). Организация экспедиции была поручена Отделу морских экспедиционных работ АН СССР, который возглавлял Иван Дмитриевич Папанин, совместно с Главным управлением Северного морского пути. Руководителем первой экспедиции был назначен океанолог и опытный полярный исследователь Михаил Михайлович Сомов. Целью экспедиции было создание исследовательской станции на антарктическом побережье, а также сезонной полевой базы в центральной области материка. Основными научными задачами экспедиции являлись изучение атмосферных процессов в Антарктиде и их участие в общей циркуляции воздушных масс, выявление закономерностей в перемещениях антарктических вод и физико-географическое описание региона, включающее и его геологическую характеристику.
30 ноября 1955 года Калининград покинуло флагманское судно первой экспедиции — дизель-электроход «Обь», капитаном которого был И. А. Ман. 14 декабря за ним последовали второй дизель-электроход, «Лена», а также «Рефрижератор No.7». 5 января 1956 года «Обь» пришвартовалась к припаю в бухте Фарр и состоялась первая высадка на антарктический берег группы под руководством А. М. Гусева и П. А. Шумского, а 13 февраля открыта станция Мирный.
В конце февраля — начале марта были проведены наблюдения с воздуха в районах, где предполагалось создать станции Восток (вблизи Южного геомагнитного полюса) и Советская. В начале апреля из Мирного в глубь материка отправился санно-тракторный поезд. Спустя месяц после 370 пройденных километров была основана станция Пионерская. До этого ни одна антарктическая станция не закладывалась вдали от берега. База Оазис была основана на побережье к востоку от Мирного в октябре этого же года.
В конце 1956 — начале 1957 гг. в Мирный прибыла вторая экспедиция. Научные наблюдения были продолжены, кроме того, в глубине материка были заложены ещё две станции — Восток и Комсомольская.
В конце 1957 года на материк прибыла третья по счёту экспедиция. Были основаны базы Советская и Полюс недоступности, а станция Восток была перенесена вглубь побережья в район Южного геомагнитного полюса.
В 1958 году в Антарктиде работало уже 5 советских станций, а на пике активности Советской антарктической экспедиции на материке насчитывалось 8 станций, функционировавших круглый год. Число зимующих составляло 180 человек, летом же на станциях работало до 450 полярников. Наряду с Антарктической программой США Советская антарктическая экспедиция оказалась одним из крупнейших исследовательских проектов, когда-либо имевших место в Антарктике.

### Список экспедиций
- 1-я Комплексная антарктическая экспедиция (1 КАЭ) : 1955—1957 (М. М. Сомов)
- 2 КАЭ : 1956—1958 (А. Ф. Трёшников)
- 3 КАЭ : 1957—1959 (Е. И. Толстиков)
- 4-я Советская антарктическая экспедиция (4 САЭ) : 1958—1960 (А. Г. Дралкин)
- 5 САЭ : 1959—1961 (Е. С. Короткевич)
- 6 САЭ : 1960—1962 (В. М. Дриацкий)
- 7 САЭ : 1961—1963 (А. Г. Дралкин)
- 8 САЭ : 1962—1964 (М. М. Сомов, Н. И. Тябин)
- 9 САЭ : 1963—1965 (М. М. Сомов, П. К. Сенько)
- 10 САЭ : 1964—1966 (И. Г. Петров, М. Е. Острекин)
- 11 САЭ : 1965—1967 (Л. И. Дубровин, Д. Д. Максутов)
- 12 САЭ : 1966—1968 (В. И. Гербович, П. К. Сенько)
- 13 САЭ : 1967—1969 (В. А. Шамонтьев, А. Ф. Трёшников)
- 14 САЭ : 1968—1970 (Д. Д. Максутов)
- 15 САЭ : 1969—1971 (В. И. Гербович, П. К. Сенько)
- 16 САЭ : 1970—1972 (И. Г. Петров, Ю. В. Тарбеев)
- 17 САЭ : 1971—1973 (В. Г. Аверьянов, Е. С. Короткевич)
- 18 САЭ : 1972—1974 (П. К. Сенько, А. Ф. Трёшников)
- 19 САЭ : 1973—1975 (В. С. Игнатов, Д. Д. Максутов)
- 20 САЭ : 1974—1976 (Н. А. Корнилов, В. И. Сердюков)
- 21 САЭ : 1975—1977 (Г. И. Бардин, О. К. Седов)
- 22 САЭ : 1976—1978 (Л. И. Дубровин, Н. И. Тябин)
- 23 САЭ : 1977—1979 (О. К. Седов, В. И. Сердюков)
- 24 САЭ : 1978—1980 (Е. С. Короткевич, О. К. Седов)
- 25 САЭ : 1979—1981 (Н. И. Тябин, Н. А. Корнилов)
- 26 САЭ : 1980—1982 (В. А. Шамонтьев, В. И. Сердюков)
- 27 САЭ : 1981—1983 (Р. М. Галкин, Д. Д. Максутов)
- 28 САЭ : 1982—1984 (А. Н. Артемьев, Н. А. Корнилов)
- 29 САЭ : 1983—1985 (Л. В. Булатов, Н. И. Тябин)
- 30 САЭ : 1984—1986 (Б. А. Крутских, Р. М. Галкин, Д. Д. Максутов)
- 31 САЭ : 1985—1986 (В. Ф. Дубовцев, Н. И. Тябин)
- 32 САЭ : 1986—1988 (В. Я. Вовк, В. Д. Клоков)
- 33 САЭ : 1987—1989 (Ю. А. Хабаров, Н. А. Корнилов)
- 34 САЭ : 1988—1990 (Л. В. Булатов, С. М. Прямиков)
- 35 САЭ : 1989—1991 (В. М. Пигузов)
- 36 САЭ : 1990—1992 (Л. М. Саватюгин)
- 37 САЭ/РАЭ : 1991—1993 (Е. Н. Уранов, Н. А. Корнилов, В. В. Лукин)

Список последующих экспедиций (с 1992 года) смотри на странице Российской Антарктической экспедиции.